# Hexatoma rubriceps
Hexatoma rubriceps là một loài ruồi trong họ Limoniidae. Chúng phân bố ở miền Ấn Độ - Mã Lai.